# Daniel Viejo
José Daniel Viejo Redondo (Oviedo, 8 december 1997) is een Spaans wielrenner die anno 2019 rijdt voor Euskadi Basque Country-Murias.

## Carrière
In 2017 werd Viejo, in dienst van Unieuro Trevigiani-Hemus 1896, vierde in de door Filippo Fortin gewonnen GP Izola. Na in 2018 op amateurniveau te hebben gekoerst werd hij in 2019 prof bij Euskadi Basque Country-Murias.

## Ploegen
- 2017 –  Unieuro Trevigiani-Hemus 1896
- 2019 –  Euskadi Basque Country-Murias

Almeida · Andreev · Cacciotti · Cenghialta · Kolev · Michajlov · Mitev · Molteni · Siddikov · Ravanelli · Roesenov · Tivani · Tsjolakov · Vega · Viejo · Viel · Zahiri · Davila (stagiair) · Muñoz (stagiair)
Aristi · Bagües · Barceló · Barrenetxea · Barthe · Berrade · Bizkarra · Bravo · González · Intxausti · Irizar · Iturria · López-Cózar · Ó. Rodríguez · S. Rodríguez · Sáez · Samitier · Sanz · Udondo · Viejo